# Lanark

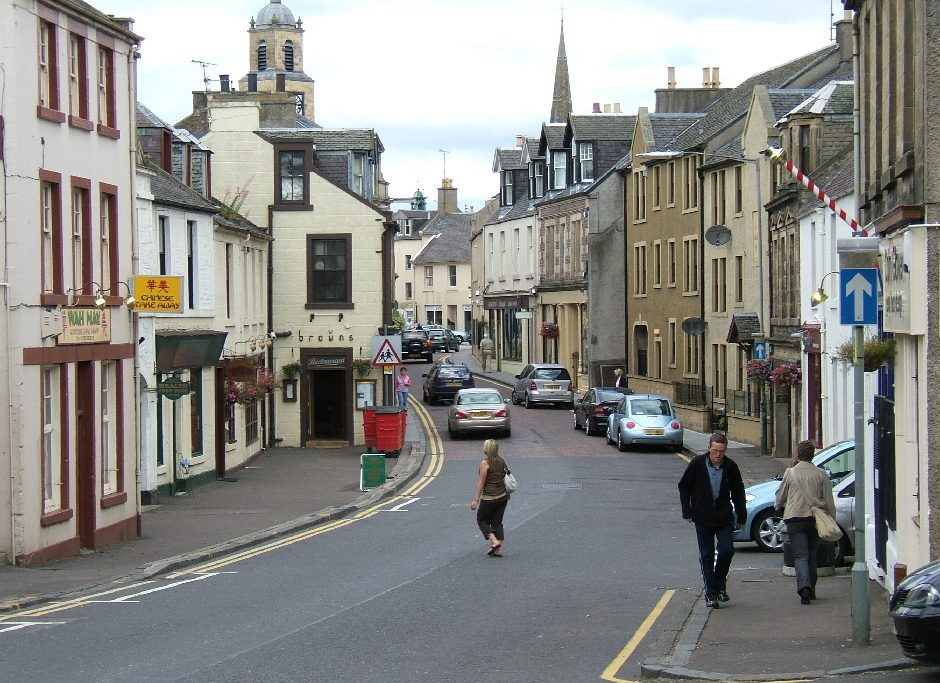
Lanarks centrum.

Lanark är en ort i centrala Skottland. Folkmängden uppgick till 8 890 invånare 2012, på en yta av 3,22 km². Den var huvudort (county town) i det tidigare grevskapet Lanarkshire.